# Plionoma suturalis
Plionoma suturalis är en skalbaggsart som först beskrevs av Leconte 1858.  Plionoma suturalis ingår i släktet Plionoma och familjen långhorningar. Inga underarter finns listade i Catalogue of Life.